# 櫻桃 (單曲)
《櫻桃》是大塚愛的第2張單曲。2003年12月17日由艾迴發行其之。初回版一萬張附本人創作之限定特典繪本。DVD版本也同時發售。2005年3月30日發售《櫻桃 -Encore Press-》。
距離前作《桃花花瓣》三個月後發表的單曲，在Oricon排行榜首次進入20名，更新前作的最高名次。此後排名仍繼續上升，在2004年2月23日的排行榜進入第9位，是首次進入前10位的紀錄。
同時在2004年7月19日達成手機鈴聲一百萬下載人次。

## 收錄曲目

### CD
1. 櫻桃 (03:56)
2004年的《NHK紅白歌唱大賽》表演此曲。
第一張專輯《LOVE PUNCH》，第一張精選《愛 am BEST》收錄曲。
2. 歸途 (05:03)
3. 桃花花瓣（Studio Live 版） (03:59)
4. 櫻桃（演奏版） (03:56)
5. 歸途（演奏版） (05:03)

### DVD
1. 櫻桃 Music Clip